# Anthela symphona
Anthela symphona is een vlinder uit de familie van de Anthelidae. De wetenschappelijke naam van de soort is voor het eerst geldig gepubliceerd in 1904 door Turner.